# Nora Pröfrock
Nora Pröfrock (* 1981 in Duisburg) ist eine deutsche Übersetzerin. Sie übersetzt aus dem Norwegischen, Schwedischen, Englischen und Dänischen.

## Leben
Nora Pröfrock studierte von 2001 bis 2007 Skandinavistik, Komparatistik und Anglistik in Bonn, Trondheim und Bergen. Sie schloss das Studium mit einem Magistra Artium ab. Von 2004 bis 2007	folgte ein Schwerpunktstudium Deutsch als Fremdsprache an der Rheinischen Friedrich-Wilhelms-Universität Bonn.
Danach war Pröfrock zwei Jahre in Bonn als freie Fachübersetzerin und Dozentin für Deutsch als Fremdsprache tätig, bevor sie von 2009 bis 2010 als Dozentin für Norwegisch an der Volkshochschule Rhein-Sieg tätig war. Nach einem Aufbaustudiengang Literarische Übersetzung aus dem Englischen an der Ludwig-Maximilians-Universität München ist sie seit September 2011 als freie Literaturübersetzerin tätig. Sie übersetzt Belletristik, Kinder- und Jugendliteratur sowie Sachbücher.
Sie ist Mitglied im Verband deutschsprachiger Übersetzer/innen literarischer und wissenschaftlicher Werke (VdÜ) und im Norwegischen Autoren- und Übersetzerverband für Sachliteratur.
Pröfrock lebt im norwegischen Bergen.

## Übersetzungen (Auswahl)
- Mette Finderup: Emmy, 7 Bände. Girl It, München, 2012–2014.
- Malin Stehn: Starlight, 3 Bände. Girl It, München, 2013–2014.
- Isaac Asimov: Shakespeares Welt: was man wissen muß, um Shakespeare zu verstehen (Asimov's guide to Shakespeare). Alexander-Verlag, Berlin, 2014.
- Jens Østergaard: Im Licht des Bösen (Drengen og dæmonen). LYX Egmont, Köln, 2014.
- Leonora Christina Skov: Der erste Liebhaber (Førsteelskeren). btb, München, 2014.
- Jens Østergaard: Bis ans Ende ihrer Tage (Dragen, sangeren, helten). LYX Egmont, Köln, 2014.
- Dorte Roholte: Auf eigene Gefahr (På eget ansvar). Girl It, München, 2014.
- Jens Østergaard: Weißer Schmerz (Ritualet). LYX Egmont, Köln, 2015.
- Liv Marit Weberg: Zum Glück braucht mich niemand (Zum Glück braucht mich niemand). Fischer Sauerländer, Frankfurt am Main, 2016.
- Roald Kaldestad: Für immer Freunde (To hundre og sekstini dagar). Berlin, Kleine Gestalten, 2016.
- Åsne Seierstad: Einer von uns: die Geschichte eines Massenmörders (En av oss). Kein & Aber, Zürich, Berlin, 2016. (Co-Übersetzung mit Frank Zuber)
- Åsne Seierstad: Zwei Schwestern: im Bann des Dschihad (To søstre). Kein & Aber, Zürich, Berlin, 2017.
- Jonas Moström: Dominotod (Dominodöden). Ullstein, Berlin, 2017. (Co-Übersetzung mit Dagmar Mißfeldt)
- Ingrid Ovedie Volden: Unendlich mal unendlich mal mehr (Alt som teller). Thienemann, Stuttgart, 2018.
- Leonora Christina Skov: Das Inselhaus (Hvor intet bryder vinden). btb, München, 2018.